# Discorbinoides
Discorbinoides es un género de foraminífero bentónico de la familia Glabratellidae, de la superfamilia Glabratelloidea, del suborden Rotaliina y del orden Rotaliida. Su especie tipo es Discorbinoides subpatelliformis. Su rango cronoestratigráfico abarca el Holoceno.

## Discusión
Discorbinoides ha sido considerado un sinónimo posterior Sabinoides, el cual a su vez ha sido también considerado un sinónimo posterior de Pileolina.

## Clasificación
Discorbinoides incluye a las siguientes especies:
- Discorbinoides calcaratus
- Discorbinoides charlottensis
- Discorbinoides chincaensis
- Discorbinoides minogasaformis
- Discorbinoides opercularis
- Discorbinoides ornatissimus
- Discorbinoides patelliformis
- Discorbinoides pileolus
- Discorbinoides subpatelliformis
- Discorbinoides tabernacularis
- Discorbinoides turbinatus